# Gypona ricta
Gypona ricta är en insektsart som beskrevs av Delong 1980. Gypona ricta ingår i släktet Gypona och familjen dvärgstritar. Inga underarter finns listade i Catalogue of Life.